# Nguyễn Thanh Xuân (đại biểu Quốc hội)
Nguyễn Thanh Xuân (sinh ngày 6 tháng 10 năm 1962, bí danh Út Xuân) là một chính trị gia người Việt Nam. Ông hiện là đại biểu quốc hội Việt Nam khóa XIV nhiệm kì 2016-2021, thuộc đoàn đại biểu quốc hội thành phố Cần Thơ, Phó Trưởng Đoàn chuyên trách Đoàn đại biểu Quốc hội thành phố Cần Thơ, Ủy viên Ủy ban Về các vấn đề xã hội của Quốc hội. Ông đã trúng cử đại biểu quốc hội năm 2016 ở đơn vị bầu cử số 1, thành phố Cần Thơ (gồm có Ninh Kiều, Cái Răng, Phong Điền) với tỉ lệ 60,99% số phiếu hợp lệ.

## Xuất thân
Nguyễn Thanh Xuân sinh ngày 6 tháng 10 năm 1962 quê quán ở phường Hưng Phú, quận Cái Răng, TP Cần Thơ.
Ông hiện cư trú tại quận Ninh Kiều, thành phố Cần Thơ.

## Giáo dục
- Giáo dục phổ thông: 12/12
- Quản lý công tác xã hội cấp cao
- Thạc sĩ Công tác xã hội
- Cử nhân lí luận chính trị

## Sự nghiệp
Ông gia nhập Đảng Cộng sản Việt Nam vào ngày 16/11/1981.
Ông từng là đại biểu hội đồng nhân dân Thành phố Cần Thơ nhiệm kỳ 1999-2004; 2004-2011.
Khi lần đầu ứng cử đại biểu Quốc hội Việt Nam khóa XIV vào tháng 5 năm 2016, ông đang là Thành ủy viên, Giám đốc Sở Lao động - Thương binh và Xã hội thành phố Cần Thơ.
Ông hiện là Thành ủy viên, Phó Trưởng Đoàn chuyên trách Đoàn đại biểu Quốc hội thành phố Cần Thơ, Ủy viên Ủy ban Về các vấn đề xã hội của Quốc hội.
Ông đang làm việc ở Văn phòng Đoàn đại biểu Quốc hội thành phố Cần Thơ.
Là Đại biểu chuyên trách: Địa phương